# Rhynchostegium subacutifolium
Rhynchostegium subacutifolium là một loài Rêu trong họ Brachytheciaceae. Loài này được (Müll. Hal. ex Geh.) A. Jaeger miêu tả khoa học đầu tiên năm 1878.